# Sussex uralkodóinak listája
Sussex a 7 angolszász királyság egyike, amelyet a szászok alapítottak 477 körül. 
| Portré/Érme                                           | Uralkodó     | Névváltozat                                                  | Uralkodott | Címe                                                                                       | Megjegyzés                                                                              |
| ----------------------------------------------------- | ------------ | ------------------------------------------------------------ | ---------- | ------------------------------------------------------------------------------------------ | --------------------------------------------------------------------------------------- |
|                                                       | Ælle         | Ælla Ella Ælli                                               | 477–514    | ÆLLE SVÞSEAXANA CYNING ÆLLE REX SAXONVM AVSTRALIVM                                         | -                                                                                       |
|                                                       | Cissa        |                                                              | 514–567    | CISSA ÆLLING SVÞSEAXNA CYNING CISSA REX SAXONVM AVSTRALIVM                                 | Ælle fia. Társkirály: 491-től. Született: 477.                                          |
|                                                       | Wine Cissing |                                                              | 518–563    |                                                                                            | Cissa fia.                                                                              |
| 567–648 között wessexi királyok uralkodnak Sussexben. |              |                                                              |            |                                                                                            |                                                                                         |
|                                                       | Æthelwealh   | Aedilualch Aethelwalch Aþelwold Æðelwold Æþelwald Ethelwalch | 648–685    | ÆÞELVVALH SVÞSEAXNA CYNING ÆÞELVVALH REX SAXONVM AVSTRALIVM                                | -                                                                                       |
|                                                       | Eadwulf      |                                                              | 683        |                                                                                            | -                                                                                       |
|                                                       | Ecgwald      |                                                              | 683–685    |                                                                                            | -                                                                                       |
|                                                       | Berthun      | Beorhthun                                                    | 685–686    | BERÞVN SVÞSEAXNA CYNING BERÞVN REX SAXONVM AVSTRALIVM                                      | Társuralkodók.                                                                          |
|                                                       | Andhun       |                                                              | 685–686    | ANDHVN SVÞSEAXNA CYNING ANDHVN REX SAXONVM AVSTRALIVM                                      | Társuralkodók.                                                                          |
|                                                       | Eadric       |                                                              | 685–686    | EADRIC ECGBRYHTING SVÞSEAXNA CYNING EADRIC REX SAXONVM AVSTRALIVM                          | Társuralkodó, Kent királya.                                                             |
| Hiányos adatok 686–692                                |              |                                                              |            |                                                                                            |                                                                                         |
|                                                       | Nothelm      | Nunna Noðhelm                                                | 692–717    | NOÞELM SVÞSEAXNA CYNING NOÞELM REX SAXONVM AVSTRALIVM NVNNA REX SVSSAX NOÞELMVS REX SVÞSAX | Névleges uralkodók. A tényleges hatalom Wessex kezében van (686 - 726)                  |
|                                                       | Watt         | Uuattus                                                      | 692–700    | VVATT SVÞSEAXNA CYNING VVATTVS REX SAXONVM AVSTRALIVM                                      | Névleges uralkodók. A tényleges hatalom Wessex kezében van (686 - 726)                  |
|                                                       | Bryni        | Bruny                                                        | 700–?      |                                                                                            | Névleges uralkodók. A tényleges hatalom Wessex kezében van (686 - 726)                  |
|                                                       | Osric        |                                                              | ?–714      |                                                                                            | Névleges uralkodók. A tényleges hatalom Wessex kezében van (686 - 726)                  |
|                                                       | I. Æthelstan | Æðelstan                                                     | 714–722    | ÆÞELSTAN SVÞSEAXNA CYNING ÆÞELSTAN REX SAXONVM AVSTRALIVM                                  | Névleges uralkodók. A tényleges hatalom Wessex kezében van (686 - 726)                  |
|                                                       | Ealdbert     |                                                              | 722–750    |                                                                                            | Névleges uralkodók. A tényleges hatalom Wessex kezében van (686 - 726)                  |
|                                                       | I. Æthelbert | Æðelberht                                                    | 725–750    | ÆÞELBRYHT SVÞSEAXNA CYNING ÆÞELBRYHT REX SAXONVM AVSTRALIVM                                | -                                                                                       |
| Hiányos adatok 750–758                                |              |                                                              |            |                                                                                            |                                                                                         |
|                                                       | Osmund       |                                                              | 758–772    | OSMVND SVÞSEAXNA CYNING OSMVND REX SAXONVM AVSTRALIVM                                      | -                                                                                       |
|                                                       | Oswald       | Osuualdus                                                    | 772        | OSVVALD SVÞSEAXNA CYNING OSVVALD REX SAXONVM AVSTRALIVM                                    | Névleges uralkodók, Mercia a tényleges uralkodó (771 - 825), majd újra Wessex (825-től) |
|                                                       | Oslac        |                                                              | 772        | OSLAC SVÞSEAXNA CYNING OSLAC REX SAXONVM AVSTRALIVM                                        | Névleges uralkodók, Mercia a tényleges uralkodó (771 - 825), majd újra Wessex (825-től) |
|                                                       | Ealdwulf     | Alduulf Aldwlfus Ealdwlf                                     | 772–791    | EALDVVVLF SVÞSEAXNA CYNING EALDVVVLF REX SAXONVM AVSTRALIVM                                | Névleges uralkodók, Mercia a tényleges uralkodó (771 - 825), majd újra Wessex (825-től) |
|                                                       | Ælfwald      | Ælhuuald Ælbuuald                                            | 772–790    | ÆLFVVALD SVÞSEAXNA CYNING ÆLFVVALD REX SAXONVM AVSTRALIVM                                  | Névleges uralkodók, Mercia a tényleges uralkodó (771 - 825), majd újra Wessex (825-től) |
| 791–825 között merciai királyok uralkodnak Sussexben. |              |                                                              |            |                                                                                            |                                                                                         |
| 825-től wessexi királyok uralkodnak Sussexben.        |              |                                                              |            |                                                                                            |                                                                                         |

Még két uralkodót említenek meg a krónikák, helyük a listában nem tisztázott:
- Rhywyrch, 6. század, Cissa veje.
- Ricwulf, 6. század, Rhywyrch fia.

A krónikák megemlítenek még egy későbbi királyt is, akinek uralkodása ugyancsak nem illeszthető be pontosan az uralkodólistába. Lehet, hogy csak egy részterületen uralkodott:
| Uralkodó | Uralkodott            | Megjegyzés |
| -------- | --------------------- | ---------- |
| Eadwine  | kir.: 956 körül, †982 | -          |